# 배해진
배해진(1996년 4월 11일~)은 대한민국의 모델 출신 방송인이다.

## 방송
SBS 생방송 투데이
KNN 민선 8기 1년, 부산이라 좋다
KNN 굿모닝 투데이
부산극동방송 생방송 아주 특별한 아침 (날씨투데이)
부산극동방송 샬롬! 좋은아침입니다

## 기타
ONSTYLE 서울패션위크(Seoul Fashion Week) 백스테이지 어택 - MAC Stage main
KNN 부산광역시건축사회 건축문화 캠페인 힐링건축문화캠페인 - 우리는 함께 합니다
라마즈 de오즈 웨딩쇼
조르지오 아르마니 뷰티모델
디올 뷰티모델
샤넬 뷰티모델
얼루어 코리아 모델
마리끌레르 코리아 모델

## 수상
2014년 제 10회 전국퍼스트모델선발대회 금상
2018년 미스 그린 코리아 울산·부산·경남 진
2020년 미스코리아 경남 선발대회 미스 브라보청춘